# Glypta tappanensis
Glypta tappanensis är en stekelart som beskrevs av Dasch 1988. Glypta tappanensis ingår i släktet Glypta och familjen brokparasitsteklar. Inga underarter finns listade i Catalogue of Life.